# Oberheide (Overath)
Oberheide ist ein Ortsteil von Vilkerath in der Stadt Overath im Rheinisch-Bergischen Kreis in Nordrhein-Westfalen, Deutschland.

## Lage und Beschreibung
Der landwirtschaftlich geprägte Ortsteil liegt oberhalb des Aggertals. Er ist über die Kölner Straße (Bundesstraße 55) und den Rotter Weg zu erreichen oder über die Hohkeppeler Straße (Landesstraße 84), die Heiligenhaus mit Hohkeppel verbindet. Orte in der Nähe sind Bengelshöhe, Rott und Unterheide.

## Geschichte
Die Topographia Ducatus Montani des Erich Philipp Ploennies, Blatt Amt Steinbach, belegt, dass der Wohnplatz bereits 1715 Freihof war, der als obenHeid beschriftet ist. Carl Friedrich von Wiebeking benennt die Hofschaft auf seiner Charte des Herzogthums Berg 1789 als Ober Heyd. Aus ihr geht hervor, dass der Ort zu dieser Zeit Teil der Honschaft Vilkerath im Kirchspiel Overath war.
Der Ort ist auf der Topographischen Aufnahme der Rheinlande von 1817 als Oberheide verzeichnet. Die Preußische Uraufnahme von 1845 zeigt den Wohnplatz unter dem Namen Ob. Heide. Ab der Preußischen Neuaufnahme von 1892 ist der Ort auf Messtischblättern regelmäßig als Oberheide verzeichnet.
1822 lebten 21 Menschen im als Hof kategorisierten und (Ober-)Heide bezeichneten Ort, der nach dem Zusammenbruch der napoleonischen Administration und deren Ablösung zur Bürgermeisterei Overath im Kreis Mülheim am Rhein gehörte. Der 1845 laut der Uebersicht des Regierungs-Bezirks Cöln als isoliertes Haus kategorisierte Ort besaß zu dieser Zeit ein Wohngebäude mit 15 Einwohnern, alle katholischen Bekenntnisses.
Die Liste Einwohner und Viehstand von 1848 verzeichnet für Oberheide die achtköpfige Familie des Ackerers und Pächters Johann Peter Müller, darunter sechs Kinder – ferner fünf Personen unter der Rubrik Gesinde. Der Viehbestand Müllers zählte zwei Pferde, acht Kühe, drei Rinder, drei Kälber und sechs Schweine.
Die Gemeinde- und Gutbezirksstatistik der Rheinprovinz führt Oberheide 1871 mit einem Wohnhaus und elf Einwohnern auf. Im Gemeindelexikon für die Provinz Rheinland von 1888 werden für Oberheide ein Wohnhaus mit 13 Einwohnern angegeben. 1895 besaß der Ort ein Wohnhaus mit zehn Einwohnern und gehörte konfessionell zum katholischen Kirchspiel Hohkeppel, für 1905 wurden ein Wohnhaus und sechs Einwohner angegeben. Der Hausnummerierungskataster von 1907 verzeichnet in Oberheide ein Haus im Besitz der Gräfin v. Nesselrode mit der Bewohnerin Lüdenbach Wtwe.